# Kirviller
Kirviller (deutsch Kirweiler) ist eine französische Gemeinde mit 140 Einwohnern (Stand 1. Januar 2022) im Département Moselle in der Region Grand Est (bis 2015 Lothringen). Sie gehört zum Arrondissement Sarreguemines und zum Kanton Sarralbe.

## Geografie
Die Gemeinde Kirviller liegt fünf Kilometer südwestlich von Sarralbe im Nordosten Lothringens.

## Geschichte
Kirvilller wurde 1179 erstmals als Kirwilra erwähnt. Partnerschaften bestehen seit 1975 zu Kirrwiller im Département Bas-Rhin und zu den namensähnlichen Gemeinden Kirrweiler/Südliche Weinstr. und Kirrweiler (bei Lauterecken) in Rheinland-Pfalz.

### Bevölkerungsentwicklung
| Jahr      | 1962 | 1968 | 1975 | 1982 | 1990 | 1999 | 2009 | 2019 |
| Einwohner | 156  | 157  | 133  | 114  | 107  | 103  | 147  | 139  |

## Sehenswürdigkeiten
- Kirche Saint-Michel aus dem Jahr 1858
- Fachwerkhaus aus dem 18. Jahrhundert, 2007 zerstört (ehemals Monument historique)